# Groupe de NGC 3390
Le groupe de NGC 3390 est un trio de galaxies situé dans les constellations l'Hydre et de la Machine pneumatique. La distance moyenne entre ce groupe et la Voie lactée est d'environ 47,5 Mpc (∼155 millions d'al). 

## Membres
Le tableau ci-dessous liste les trois galaxies du groupe indiquées dans l'article de A.M. Garcia paru en 1993.
- Note. Les coordonnées du centre de masse du groupe indiquées par Garcia sont celles de l'l'époque B1950, ce qui est près de la frontière entre l'Hydre et la Machine pneumatique. Il faut transformer ces coordonnées[3] pour celles de l'époque J2000 pour obtenir la constellation[4] de la position du centre de masse. Les coordonnée du centre de masse de ce groupe sont 10h 46m 54,80s et -31° 39′ 08.24″ et il est dans l'Hydre.

| Nom        | Const.              | Class.   | Type           | α (J2000.0)   | δ (J2000.0)  | Vitesse radiale (km/s) | m            | Distance (Mpc) | Diamètre (kal) |
| ---------- | ------------------- | -------- | -------------- | ------------- | ------------ | ---------------------- | ------------ | -------------- | -------------- |
| NGC 3390   | Hydre               | Sb       | Spirale        | 10h 48m 04.3s | -31° 32′ 00″ | 3047 ± 16              | 12,1         | 49,9 ± 3,5     | 140            |
| ESO 437-42 | Hydre               | SB(rs)c  | Spirale barrée | 10h 41m 27.7s | -31° 46′ 49″ | 2647 ± 2               | 13,18 ± 0,09 | 44,0 ± 3,1     | 103            |
| ESO 437-56 | Machine pneumatique | SB(rs)bc | Spirale barrée | 10h 44m 24.4s | -32° 12′ 35″ | 2966 ± 10              | 11,82        | 48,7 ± 3,4     | 86             |

Le site DeepskyLog permet de trouver aisément les constellations des galaxies mentionnées dans ce tableau ou si elles ne s'y trouvent pas, l'outil du site constellation permet de le faire à l'aide des coordonnées de la galaxie. Sauf indication contraire, les données proviennent du site NASA/IPAC. 